# Baltes Boekholt

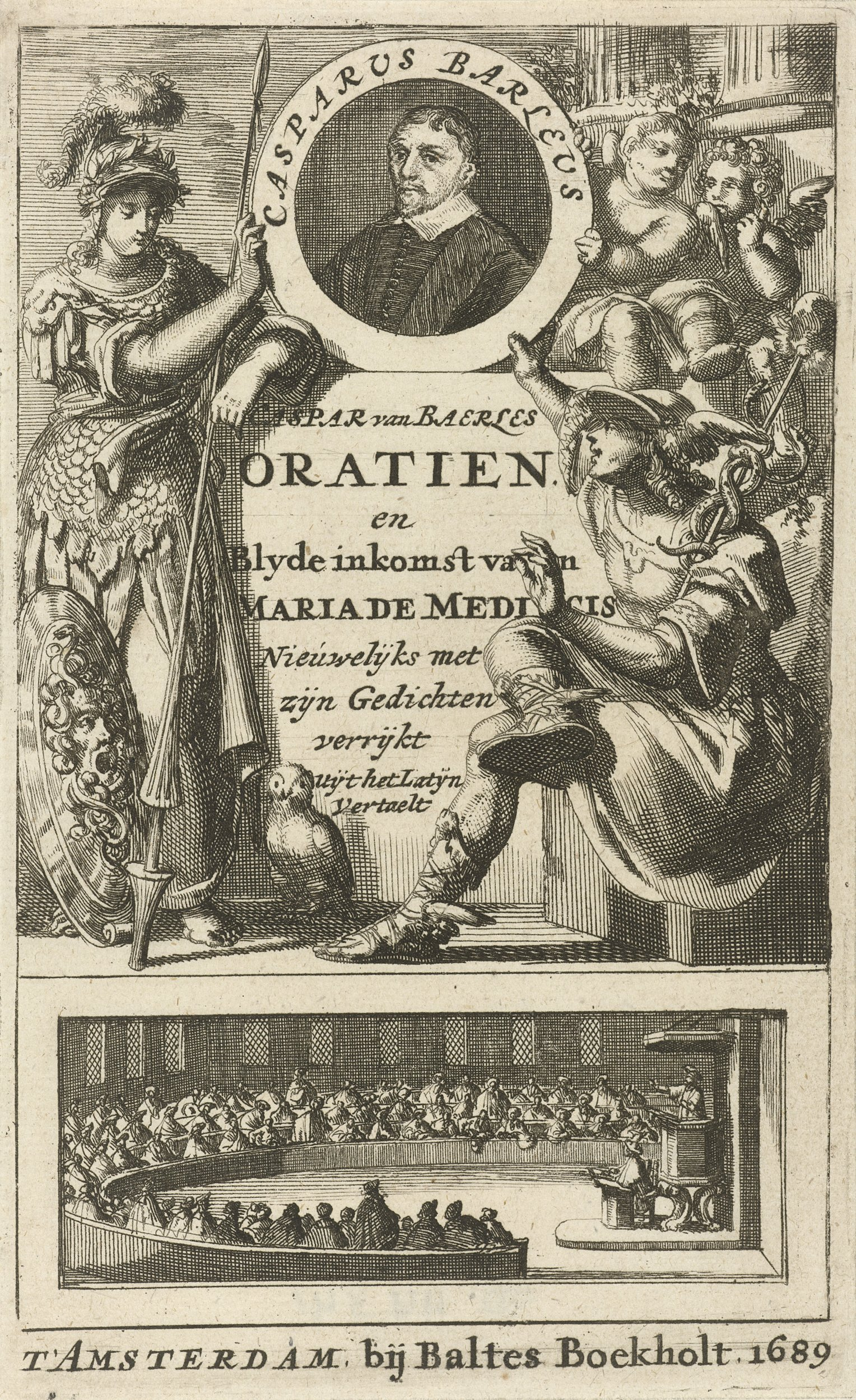
Titelpagina voor C. Barlaeus, Oratien en Blĳde inkomst van Maria de Medicis, 1689. Minerva en Mercurius houden samen met een engel het portret van Caspar Barlaeus vast. Onder is Barlaeus afgebeeld op het spreekgestoelte.

Baltes Boekholt (± 1634 - 1692), ook wel Baltus Boekholt of Balthasar Boekholt genaamd, was een Amsterdamse drukker en uitgever.

## Biografische gegevens
Baltes Boekholt werd geboren in circa 1634. Boekholt trouwde op 21-jarige leeftijd in 1655 met Sara Six. Op 28 september 1658 trad hij toe tot het gilde. Een van zijn kinderen overleed in 1672 en werd in de Oude Kerk begraven. In 1679 overleed zijn eerste vrouw. Zij werd begraven in de Nieuwezijds Kapel. In 1682 trad Baltes opnieuw in het huwelijk, nu met Marieke van Elmt. In 1684 overleed een van zijn kinderen, in 1692 overleed hij zelf.

## Bedrijf
Het bedrijf bestond van 1656 tot 1689. Het heeft vier vestigingen gekend:
1. Nes (vooraen in de), 1656-1659
2. Rockin, op d'hoeck van de Hal-poort ('t), 1660-1663
3. Niesel, aan de zijde van de oude kerk (op de hoek van de = in't midden van den) = Oude-zijds Voorburgwal, benoorden d'oude kerk (d'), 1663-1671
4. Haerlemmer Dijck = Haerlemmerstraet, over d'Eenhorensluys (de), 1673-1676
5. Leydse straet (voor aen op de), 1678-1686
6. Haerlemmerstraet, 1689

## Door Baltes Boekholt uitgegeven werken
De belangrijkste door Baltus Boekholt uitgegeven werken zijn:
- Babington, John, Pyrotechnia, of konstige vuur-vverken, Amsterdam 1663.
- Meditatien oft Overdenckingen, en gebeden, op yder dagh in de weeck, in ’t Engels beschreven door ... Richard Baker en in ’t Neerduyts vertaelt, door D.E.S.B.S.D.I., Amsterdam 1676.
- Barlaeus, Caspar, Joost van den Vondel, Casper van Baarles Oratien en Blijde inkomst van Maria de Medicis, Amsterdam 1689.
- Bay, G. de, Het leven en bedrijf van de drollige Bisschayer. Bestaande in koddige voorvallen, aardige vryerijen, Amsterdam 1669.
- Delenda Carthago, ofte Carthago moet werden uytgeroeyt, Amsterdam 1673.
- Cervantes y Saavedra, Miguel de, Den verstandigen vroomen ridder, Don Quichot de la Mancha, Amsterdam 1669.
- Hornius, Georgius, Balthasar Bekker, Kerkelycke historie, van de scheppinge des werelts, tot ’t jaer des Heeren 1666, Amsterdam 1685.
- Norden, John, Lusthof der armen, bestaende in heylige overdenckingen, Amsterdam 1682.
- Sandys, George, Sandys Voyagien, behelsende een historie van de oorspronckelijcke ende tegenwoordige standt des Turcksen Rijcks, Amsterdam 1682.

## Door Baltes Boekholt geschreven werken
Boekholt schreef onder andere heroïsch-galante romans, zoals De wonderlĳke vryagien en rampzaalige, doch bly-eyndige, trouw-gevallen van deze tijdt, tusschen Arantus en Rosemondt. Grannadus en Cielinde uit 1668. Hij schreef ook ware geschiedenissen onder verzonnen namen, zoals De Edelmoedige Mintriomphe en een geschiedkundig werk Kort vertoog van Hollands bloedige oorlogen met hare nabuuren en elders uit 1689. Gedichten treffen we aan in Minne-dichten, speelgewijs vertoont, ter bruyloft van Arent van den Heuvel en Clora Vertange op haare trouwdag, 9 aug. 1667.